# Fundació Scout Sant Jordi
La Fundació Scout Sant Jordi (FSSJ) es una fundación cuya principal finalidad es la de contribuir a la promoción de la infancia y la juventud, especialmente a través del Escultismo pero no sólo de esta forma. Se constituyó el 23 de abril de 1997 con el nombre completo 'Fundació Sant Jordi per a l'Escoltisme Valencià', y tiene como beneficiarios a todas las personas o entidades que soliciten sus servicios, en el ámbito de las finalidades de esta. Especialmente son beneficiarios los niños y jóvenes miembros de las asociaciones de escultismo de la Comunidad Valenciana. Actualmente cuenta con cerca de un centenar de colaboradores y 13 patronos. 
Los grupos scouts colaboradores son: 
- Comarca Horta Sud, de Valencia
- Grupo scout 13 amunt, de Silla (Valencia)
- Grupo scout Argila, de Alacuás (Valencia)
- Grupo scout Azahar, de Algemesí (Valencia)
- Grupo scout Brownie, de Carlet (Valencia)
- Grupo scout I Sant Jorge, de Valencia
- Grupo scout Itamar, de Valencia
- Grupo scout Kenya, de Valencia
- Grupo scout Kiomara, de Valencia
- Grupo scout La Safor, de Gandía (Valencia)
- Grupo scout Marquesat, de Alfarp, Catadau y Llombai (Valencia)
- Grupo scout Matopu, de Valencia
- Grupo scout Osyris, de Valencia
- Grupo scout Un Camí Millor, de Valencia
- Grupo scout Pas de Pi, de Alaquás (Valencia)
- Grupo scout Picassent, de Picassent (Valencia)
- Grupo scout Rajolar, de Catarroja (Valencia)
- Grupo scout Sant Jordi, de L'Olleria (Valencia)
- Grupo scout VII Calasanz, de Valencia
- Grupo scout Valldigna, de Tabernes de Valldigna (Valencia)
- Grupo scout Wig-Wam, de Valencia
- Grupo scout X El Pilar, de Valencia

## Origen
La FSSJ nace por iniciativa del Moviment Escolta de València con el objetivo de encontrar nuevas fórmulas para la participación en el movimiento de los antiguos scouts y simpatizantes, y pretende buscar nuevas formas de soporte al escultismo activo.

## Proyectos
La primera acción que inició la Fundació Sant Jordi fue la adquisición de una sede para el movimiento; un edificio en el barrio de Ciutat Vella de Valencia. El 12 de abril del 2002 se inauguró la nueva sede de la Federació d'Escoltisme Valencià, que contaría con las oficinas de las distintas asociaciones, con un albergue y una tienda scout y de tiempo libre, entre otras.
La FSSJ también ha colaborado en la compra de locales destinados los grupos scouts La Safor (Gandía) y Valldigna (Tabernes de Valldigna).
En 2010, en colaboración con Caixa Popular, crearon el Centro Scout Medioambiental 'Serra Calderona': un centro de formación y sensibilización en materia medioambiental que incluye, además, un refugio de montaña. El Centro Scout Medioambiental Serra Calderona tiene una extensión de 27.000 m² de terreno forestal y varias edificaciones que han sido habilitadas y acondicionadas, y está situado en el corazón del parque natural de la Sierra Calderona, en la localidad de Serra (Valencia). Fue donado por la familia Palop Sancho, y se inauguró el 18 de abril de 2010.
Desde 2013, y gracias a un convenio suscrito con Cáritas Diocesana Valencia, la Fundació Sant Jordi dispone de una gran finca de 100 ha para campamentos, acampadas y, en general actividades al aire libre, en el término Municipal de Moixent (Valencia). La Casa Oráa, que así se llama la finca, cuenta con instalaciones y dependencias para facilitar la organización y disfrute de todo tipo de actividades en la naturaleza -cocinas, baños, comedor cubierto, espacio polivalente a cubierto, refugio 'Casa Emaús', piscina, etc.-. En continuo proceso de mejora y adecuación, la Casa Oráa ha sido conocida ya por muchos grupos scouts de la Comunitat Valenciana, tanto en acampadas de fin de semana o vacaciones, como en campamentos de verano.
También desde 2013, y gracias a un acuerdo con el Consell de la Joventut de la Comunitat Valenciana, la Fundació Scout Sant Jordi ha ampliado la capacidad del Albergue Juvenil Ciutat de Valencia, estableciéndolo en un antiguo caserón del siglo XVIII rehabilitado, en el centro de la ciudad de Valencia, barrio de Mercat-Sant Francesc, calle de la Linterna, número 26. Gracias a esta iniciativa, la Fundació Scout Sant Jordi mejorará sus cuentas de explotación de esta unidad de negocio, cuyos beneficios se destinan íntegramente a subvenir la ejecución de sus actividades fundacionales.

## Premios
Anualmente, la FSSJ otorga distintos premios con los cuales reconoce la labor de los grupos scouts así como la creatividad y el buen hacer de las personas que trabajan para la infancia i la juventud valenciana.

### Premio 'Sant Jordi'
El premio 'Sant Jordi' reconoce la labor de las personas o entidades a favor de la educación de niños y jóvenes. Es el reconocimiento más antiguo e importante que otorga esta fundación.
Los premios entregados hasta la actualidad han sido:
- 2018: Consell Valencià de la Joventut
- 2017 : CAES Santiago Apóstol, Cabanyal
- 2015: Banco de Alimentos València
- 2014: Parròquia Santa Marta
- 2013: Càritas Diocesana de València
- 2012: Fundació Natzaret d’Alacant
- 2011: Juniors Moviment Diocesà
- 2010: Compañía de María - Marianistas
- 2009: Payasospital
- 2008: Familia Palop Sancho
- 2007: Paco Muñoz
- 2006: Fundació San José Obrero
- 2005: Fundació Enrique Montoliu
- 2004: Escola Valenciana – Federació d’Associacions per la Llengua
- 2003: Instituto de los Hermanos Maristas
- 2002: Mossén Vicent Cardona
- 2001: Associació Amaltea
- 2000: Escoles Pies

### Premio 'Emili Beüt'
El premio ‘Emili Beüt' se concede a la mejor iniciativa scout, que engloba en una sola modalitad todos los proyectos desarrollados por grupos scouts o ramas de la Federació d'Escoltisme Valencià.
El objetivo de este premio es fomentar en el escultismo activo la interrelación con la sociedad con la que contactan los grupos y con el entorno natural. De esta forma, se fomenta la presentación de proyectos de carácter social, de servicio a la ciudadanía, y proyectos de carácter medioambiental, de servicio al entorno natural.Emili Beüt

### Premio de fotografía 'Objetius'
El premio 'Objetius' de fotografía convoca en dos categorías: reportaje y artística.
El objetivo de este premio es fomentar la expresión artística de los y las scouts en el ámbito de sus actividades en el escultismo (salidas, acampadas, campamentos, reuniones de grupo o de sección), facilitar la interacción y la memoria del escultismo y contribuir a generar un repositorio de imágenes scouts para comunicar la esencia del movimiento.